# Kagan
Un kagan, kakhan (turc: kaɣan; mongol: хаган; xinès: 可汗, kèhán) o gran kan és un títol equivalent al d'emperador en les llengües mongola i turca. El títol el duu qui dirigeix un kaganat (‘imperi’, més gran que un kanat). Khagan també es pot traduir per ‘kan de kans', és a dir, ‘rei de reis'. El seu origen es trobaria en els juanjuan. A Europa va arribar amb els àvars al segle vi (llatí: kaganus).
Fou el títol dels grans kans dels juanjuan al segle v, que després va passar als kans turcs (Turcs Occidentals i Turcs Orientals) al segle vi, i als kans uigurs al segle viii. Genguis Kan, abans de ser proclamat kakhan (equivalent a ‘sobirà suprem’, o ‘emperador’) fou només kan dels mongols. Kagan es va traduir per ‘gran kan’ per viatgers occidentals com Plan Carpin, Guillaume de Roubrouck, Marco Polo i Oderic de Pordenone. En realitat, «gran kan» es diu genguis khan. Alguns historiadors pensen que Genguis Kan realment mai va portar el títol de kagan, perquè Genguis Kan ja era un títol. Així el 1206 Genguis Kan no hauria estat proclamat com a «kagan de les tribus turcomongoles» sinó com a «kan de les tribus turcomongoles».